# Вести Украинского научного института в Берлине
Вести Украинского научного института в Берлине (укр. Вісти Українського наукового інституту в Берліні) — украиноязычное периодическое издание. Редакция — Зенон Кузеля. «Вести …» выходили в 1933—1938 гг. для украинской общественности с целью информировать её о культурно-научной жизни немецкого народа и украинской эмиграции (главным образом в Германии). «Вести …» сообщали про новое немецкле законодательство, давали сведения об условиях обучения в высших учебных заведениях Германии, содержали разностороннюю хронику и отчеты о деятельности Украинского научного института в Берлине, а также содержание некоторых рефератов, читаемых в Институте.
Информационные материалы включали исследования в разных областях украиноведения:
- В. Масютин «Медальные изображения украинских национальных героев».
- П. Ковжун «Современное украинское монументальное искусство».
- Г. Маланчук «Тор Лянге и Украина»
- Статьи И. Мирчука, З Кузели, А. Пенка, Г. Коха и других.

Некоторые статьи в последних номерах издания написаны с позиций идеологии тогдашнего политического режима в Германии.